# Cistus microcymosus
Cistus microcymosus är en solvändeväxtart som beskrevs av J.-p. Demoly. Cistus microcymosus ingår i släktet Cistus och familjen solvändeväxter. Inga underarter finns listade i Catalogue of Life.